# کوره (مورگل)
کوره (به ترکی استانبولی: Küre) یک منطقهٔ مسکونی در ترکیه است که در مورگل واقع شده‌است. کوره ۴۹ نفر جمعیت دارد.